# Sokodé
Sokodé este un oraș din Togo, situat la 339 km N de Lomé, pe intrefluviul dintre râurile Mo și Mono. Este reședința prefecturii Tchaoudjo. Religia predominantă în oraș este islamismul.